# Nicole Eggert
Nicole Elizabeth Eggert (født d. 13. januar 1972) er en amerikansk skuespillerinde. Eggert er mest kendt for sin medvirken som Summer Quinn i TV-serien Baywatch. Eggert har medvirket i flere end 30 film:

## Filmografi
| År   | Titel                        | Role                   |
| ---- | ---------------------------- | ---------------------- |
| 1981 | Rich and Famous              | den 8-årige Debbie     |
| 1983 | Hambone and Hillie           | Marci                  |
| 1986 | The Clan of the Cave Bear    | Middle Ayla            |
| 1986 | Omega Syndrome               | Jessie Corbett         |
| 1989 | Kinjite: Forbidden Subjects  | DeeDee                 |
| 1990 | The Haunting of Morella      | Morella / Lenora       |
| 1990 | Grandpa                      | ung dame               |
| 1992 | The Double 0 Kid             | Melinda                |
| 1992 | Blown Away                   | Megan Bower            |
| 1993 | Just One of the Girls        | Marie Stark            |
| 1995 | The Demolitionist            | Alyssa Lloyd           |
| 1995 | Secret Sins                  | Melissa Anderson       |
| 1997 | The Price of Kissing         | Annette                |
| 1997 | Bartender                    | Marcia                 |
| 1997 | Pink as the Day She Was Born | Tiffany                |
| 1998 | Siberia                      | Kristy                 |
| 1998 | Triangle Square              | Julie                  |
| 1999 | Sleeping Beauties            | Sno Blo Band           |
| 2000 | Submerged                    | Tiffany Stevens        |
| 2000 | Murder Seen                  | Zoey Drayden           |
| 2001 | Thank You, Good Night        | Janine                 |
| 2004 | Decoys                       | Detective Amanda Watts |
| 2004 | What Lies Above              | Diana Pennington       |
| 2006 | Cattle Call                  | Laurel Canyon          |
| 2006 | Dead Lenny                   | Sally Long             |
| 2008 | Loaded                       | Allison Ryan           |